# Great Bookham
Great Bookham è un villaggio della contea di Surrey, Inghilterra; è situato nel distretto della Mole Valley tra Leatherhead e Guildford. È citato in un documento del VII secolo. 
È il luogo di nascita di Roger Waters, principale compositore ed ex leader dei Pink Floyd. 
Il paese è noto per il Polesden Lacey, una casa di campagna del XVII secolo situata nella parte meridionale. L'edificio, proprietà del National Trust for Places of Historic Interest or Natural Beauty dal 1942, ospita una collezione d'arte ed è aperto al pubblico.